# Musée d'Art de Yokohama

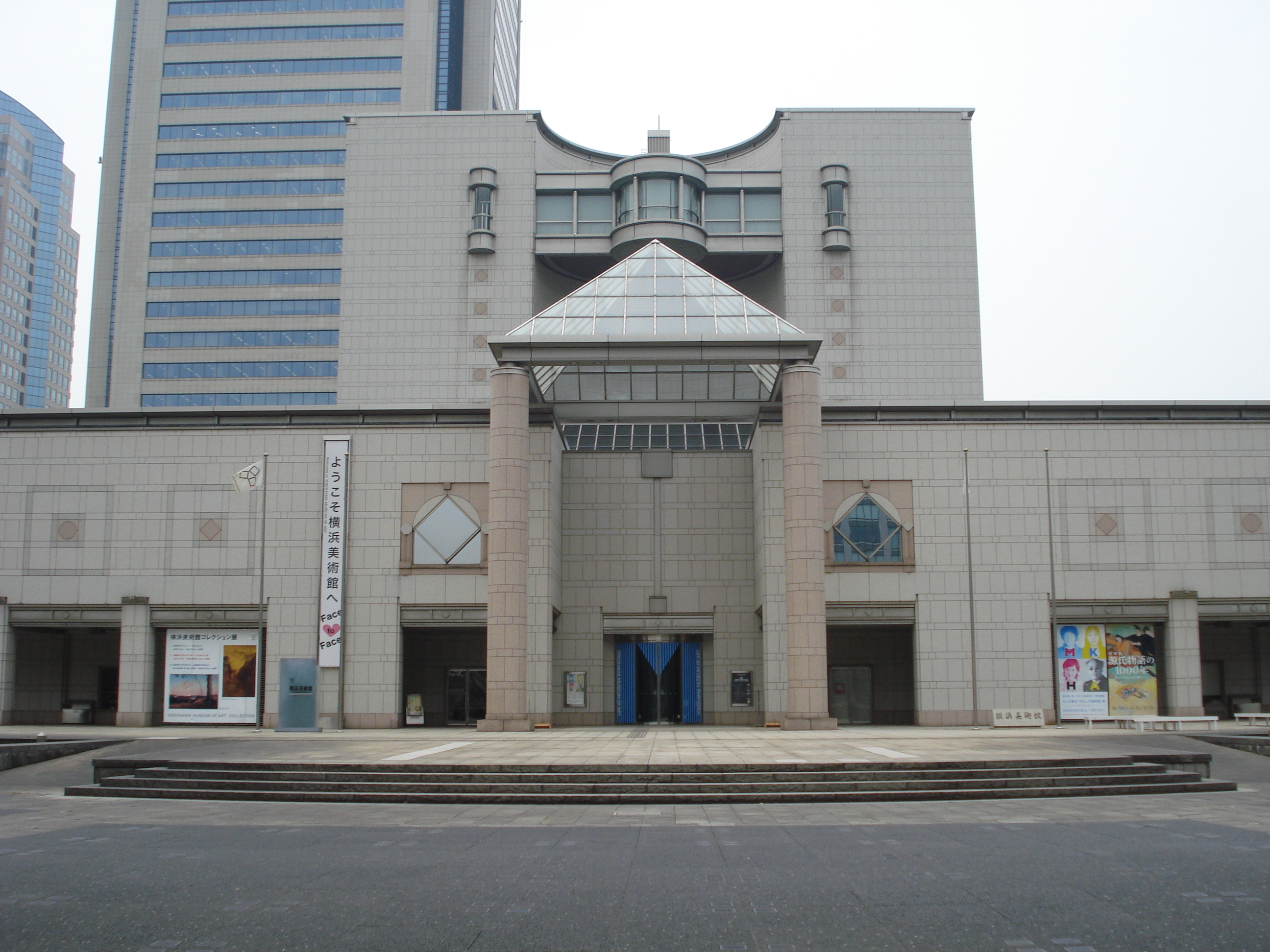
Musée d'Art de Yokohama.

Le musée d'Art de Yokohama (横浜美術館, Yokohama bijutsukan) qui ouvre ses portes en 1989, se trouve dans le district futuriste Minato Mirai 21 de la ville de Yokohama, près de la Yokohama Landmark Tower, plus haute construction du Japon.

## Les collections
Le musée possède des œuvres de nombreux artistes de l'art moderne influents et bien connus dont Constantin Brâncuşi, Paul Cézanne, Salvador Dalí, Jimmy Ernst, René Magritte, Henri Matisse, Ossip Zadkine et Pablo Picasso. Les œuvres dadaïstes et surréalistes sont particulièrement bien représentées,.
Le musée présente également des tableaux d'importants artistes japonais, en particulier ceux ayant des liens avec Yokohama tels que Shikō Imamura, Kanzan Shimomura et Chizuko Yoshida (en). Les œuvres d'autres artistes sont exposées au musée dont Kiyoshi Hasegawa, Yasumasa Morimura et Lee Ufan.

## Expositions spéciales
En 2004, le musée organise une importante exposition consacrée à Marcel Duchamp intitulée « Marcel Duchamp and the 20th Century Art ». L'exposition attire une longue liste de sociétés commanditaires, dont Asahi shinbun, Dai Nippon Printing, Japan Airlines, NHK, Kanagawa shinbun, Keihin Electric Express Railway et Television Kanagawa,.
Également en 2004, le musée héberge « Paradise Lost: The Politics of Landscape (1870-1945) », exposition décrite comme une « tentative de montrer la nature changeante de la représentation du paysage dans la peinture et la photographie telle qu'elle est pratiquée en Europe, aux États-Unis, au Japon et en Asie de l'Est au cours des soixante-dix ans à partir de la période de l'impressionnisme jusqu'à la fin de la Seconde Guerre mondiale, ».
En 2005, le musée accueille « Chefs-d'œuvre du musée du Louvre : peinture française du XIXe siècle – du néoclassicisme au romantisme ». L'exposition est organisée en coopération avec le Louvre et l'université nationale des beaux-arts et de musique de Tokyo.
En 2006, le musée présente une exposition spéciale intitulée « Connecting the World through Sculpture » avec des œuvres d'Isamu Noguchi, artiste nippo-américain et architecte paysager.
En 2008, le musée organise une exposition d'images du mouvement gothique intitulée « Goth: Reality of the Departed World ». L'exposition comprend des œuvres réalisées par des artistes d'avant-garde tels que Dr Lakra (en) et Pyuupiru,.

## Le bâtiment
Le bâtiment qui abrite le musée d'Art de Yokohama a été conçu par Kenzo Tange, architecte japonais lauréat du prix Pritzker d'architecture en 1987. La structure est décrite comme un « bâtiment attrayant et spacieux, bien aéré et bien éclairé ».
Le hall principal du musée qui fait 18 m de haut, est ouvert sur les deuxième et troisième étages. Un plafond de verre permet à la lumière naturelle de pénétrer l'espace. Des persiennes contrôlent les niveaux de lumière. La qualité de son acoustique est souvent utilisée pour de nouveaux projets artistiques et des événements culturels et l'ensemble du bâtiment passe pour être un exemple « particulièrement impressionnant » d'architecture moderne,.
Le musée est fermé pour rénovations jusqu'en décembre 2023.